# 福井柑奈
福井 柑奈（ふくい かんな、1992年11月6日 – ）は、日本のタレントで、歌手、役者、元アイドル。
岡山県岡山市出身。アイドルグループ ポンバシwktkメイツの元メンバー。

## 概要
人気お笑いコンビ「ナインティナイン」の岡村隆史に幼少時から現在まで憧れており(2014年夏に共演)、マルチタレントを目指す。地元岡山にてモデル活動を行い、高校卒業後の2012年1月に大阪日本橋のアイドルグループポンバシwktkメイツに加入、ポンバシwktkメイツの定期公演にてデビュー。ライブ活動のほか、テレビやラジオにも出演し、バラエティー番組出演した際に、ビビる大木より彼の持ちギャグ「こんばんみー」を伝授され公式に使用許可を得る。大阪にとどまらず、名古屋・東京へもライブやテレビ等の出演を行い、ラジオ日本でのレギュラー番組「カンムリラジオ」ではメインDJも務め、ゲストの吉田豪よりトークのお墨付をもらう。
2014年4月には週刊FLASHグラビアバトルにて第3位入賞。直後の5月に週刊ヤングマガジン黒BUTAGIRL2014にて準グランプリを受賞。その年、地元岡山でも本格的に活動を開始し、現在も岡山県・香川県のメディアに多数出演している。2015年には舞台女優としても活動範囲を広げ、12月にはアイドルのみで構成された喜劇カンパニー「OSAKA IDOL COMEDY“ハニカミ！〜HoneyComing!〜”」の第1回公演にて、よしもとクリエイティブエージェンシー所属のアイドルグループ「つぼみ」のリーダー杉山優華とW座長公演を行い絶賛される。2016年4月には元ザ・プラン9のメンバー“鈴木つかさ”演出の芝居「成増ダンスレボリューション」では東京にて主演女優の座を射止める。2015年8月より、名古屋市・中日新聞のキャラクターパンキングの応援ユニット「パンキング隊」にも加入し、活動の幅を広げている。2016年6月、地元岡山県の湯郷温泉 観光大使に就任。ポンバシwktkメイツを卒業後はテレビ・ラジオ・舞台とマルチに仕事をこなすタレントとして活躍中。2018年、福岡ソフトバンクホークスタカガールライブビューイング応援大使に就任。

## 現在出演中の番組

### レギュラー
- 爆釣FISHパレード（2016年4月29日 - 、RSK山陽放送）
- ケンコバのバコバコテレビ（2016年10月7日 - 、サンテレビ） - コーナーMC（2016年10月 - ） / メインMC（2017年1月 - ）

### ラジオ
- カンナ総統のジミケン革命結社 ブラック★シャドウ（2020年4月5日 - 、RSK山陽放送）※冠番組

- 聴いてもらうも多少の縁（2022年4月4日 - 、ラジオ大阪)パーソナリティ

### YouTube
- YouTuber の「マナブ18号」 の動画にポンバシwktkメイツ 時代から出演しており、現在も不定期で動画出演する事がある。

## 過去の出演

### テレビ
- 生×カラ!TV（2012年5月27日、サンテレビ）
- パチンコ楽園（2012年7月6日 - 10月、サンテレビ） - レギュラー
- うまンchu☆（2012年7月7日、関西テレビ）
- 東京ダイナマイトの素晴らしいTV（2013年12月3日･10日、テレビ埼玉）
- 武器はテレビ。 SMAP×FNS 27時間テレビ めちゃ×2イケてるッ!企画「ドキッ! めちゃ²SMAP 男だらけの水泳大会」（2014年7月26日、フジテレビ）※憧れの岡村隆史との共演
- おしゃべりHOP CLUB（2014年4月 - 9月、関西テレビ） - レギュラー
- ユタンポ（2014年12月25日・2015年12月23日、山陽放送）
- ミルンへカモン! なんしょん?（2015年6月4日、岡山放送）
- たこるの耳より情報（2015年6月20日、テレビ大阪）
- Power of Music（2015年10月1日、東海テレビ）※パンキング隊として
- イブニング5時（2016年6月2日、山陽放送）
- 岡山ニュースもぎたて!（2016年6月3日、NHK岡山放送局）
- スマゲー☆パラダイス（2016年8月27日、山陽放送）
- ふれあいマルシェRSKテレビまつり2019（2019年6月2日、RSK山陽放送）
- ゲツナナ「オトナのぜいたく1泊1組限定の宿」（2020年1月20日、瀬戸内海放送）

ほか多数。
ポンバシwktkメイツとして
- ヨルスパ! 週刊プライデー（2012年4月29日、関西テレビ） - 「大阪で人気沸騰の、あの人気アイドルグループに劇団ひとりとビビる大木が突撃取材」にNMB48の代役として登場。
- iDOLTunes（2012年6月 - 、エンタ!371） - 大分BittsHallライブの模様が放送。
- ハッピーMusic（2012年6月22日、日本テレビ） - 「大阪府代表、西のAKB48として紹介された」
- アイドル界隈（2012年10月5日 - 、テレビ愛知） - レギュラー
- カンニング竹山のゼニウスの夜（2013年3月、MBS毎日放送）
- きらきらアフロTM（2013年6月5日･12日、テレビ東京）

ほか多数。

### テレビCM
- 児島ボート （2019年）
- お宝市場 （2019年）
- トヨタカローラ岡山（2019年）

### ラジオ
- 美勇士くんステーション（2014年9月22日、FM愛知）
- ごごラジViViッと!（2014年11月10日、RSKラジオ）
- キャンパスラジオ（2014年11月22日 - 、RSKラジオ） - 隔週レギュラー
- うたわら（2014年12月19日・2015年6月5日・2016年5月13日・9月16日、RadioMoMo）
- 江西あきよしの今夜はどねぇすりゃあ（2014年12月26日、RSKラジオ）
- 西大寺会陽生中継 〜春を呼べ 福をつかめ 西大寺会陽2015〜（2015年2月21日、RSKラジオ）
- かおりのちまたの風（2015年5月2日、RadioMoMo）
- 昼からど〜だい!（2015年7月7日・2016年5月11日・6月2日、RSKラジオ）
- リンだとRiN太の土曜番長（2015年7月14日、RSKラジオ）
- 朝です。全員起立!（2015年12月24日、RSKラジオ）
- 年越し応援ラジオ。飛び出せ!迎春（2015年12月31日 - 2016年1月1日、RSKラジオ）
- 西大寺会陽生中継 〜春を呼べ 福をつかめ 西大寺会陽2016〜（2016年2月20日、RSKラジオ）
- おからじ!（2016年6月3日、NHK岡山放送局制作 / NHK中国地方全域放送）
- 真夜中のハーリー&レイス（2016年8月14日、アール・エフ・ラジオ日本）
- あもーれ!マッタリーノ（2016年9月21日、2018年5月22日、10月8日、RSKラジオ）
- 週刊くらしき ハッピーレディオ（2016年9月23日、エフエムくらしき）
- 年越しスペシャル あもーれ3人娘のカウントダウン 〜大事な人にありがとう〜（2016年12月31日 - 2017年1月1日、RSKラジオ）
- 西大寺会陽生中継 〜春を呼べ 福をつかめ 西大寺会陽2017〜（2017年2月18日、RSKラジオ）
- RSKラジオ年越しスペシャル 〜大事な人にありがとう〜（2017年12月31日 - 2018年1月1日、RSKラジオ）
- 西大寺会陽生中継 〜春を呼べ 福をつかめ 西大寺会陽2018〜（2018年2月17日、RSKラジオ）
- 西大寺会陽生中継 〜春を呼べ 福をつかめ 西大寺会陽2019〜（2019年2月16日、RSKラジオ）
- RSKラジオ年越しスペシャル 〜大事な人に「ごめんね。そして、ありがとう〜（2019年12月31日 - 2020年1月1日、RSKラジオ）
- 伝統を受け継ぐ・・・天下の奇祭　西大寺会陽2020（2020年2月15日、RSKラジオ）

ほか多数。
ユニットとして
- U.M.Uご当地アイドルフェスティバル 〜ジモラブNo.1決定戦〜（2012年5月3日、NHK R1） - 「大阪代表アイドルグループ」として出場。アイドリング!!!と共演
- wktkラヂオ学園（2012年7月22日、NHK R1） - 「大阪代表アイドルグループ」として出演。AKB48メンバー宮崎美穂と共演
- ザ・カンムリラジオ（2014年10月 - 12月、アール・エフ・ラジオ日本） - レギュラー
- 単体戦隊恋☆レンジャーのハートフルジョッキー（2012年11月、OBCラジオ大阪）
- モーニングライダー! 藤川貴央です（2016年3月2日、OBCラジオ大阪）

### 映画
- かみいさん!（2018年）
- 桃源郷ラビリンス（2019年）
- ハニカミ! TheMovie〝蝉の鳴くクリスマス〟（2019年）
- ももの姫伝説（2020年）

### 舞台
- アリスインプロジェクト「アリスインデッドリースクール・オルタナティヴOSAKA」（作：麻草郁 / 演出：伊藤えん魔、2015年2月25日 - 3月1日、大阪市立芸術創造館） - 橙沼霧子 役
- 祇園（お笑いコンビ）木崎ソロプロジェクト第一弾　「三日月と狼」（作・演出：帽子屋お松、2015年10月4日、道頓堀ZAZA HOUSE） - 香取美香 役
- アリスインプロジェクト「魔獣ドナーKIX」（作・演出：細川博司、大阪：2015年11月18日 - 22日、日本橋インディペンデントシアター2nd / 和歌山：2015年11月28日 - 29日、和歌山マリーナシティ内Fun×Fam劇場） - 吾妻レイカ 役
- OSAKA IDOL COMEDY“ ハニカミ! 〜HoneyComing〜”「SURVIVAL OF BROAD CASTING ROOM」（作・演出：徳田博丸、2015年12月26日、なんばグランド花月内YES THEATER） - かんな 役
- OSAKA IDOL COMEDY“ハニカミ!〜HoneyComing〜” vol.2「やきゅうしようヨ」（作：徳田博丸 / 演出：こまつともこ、2016年3月6日、なんばグランド花月内YES THEATER） - かんな 役
- スズキプロジェクトバージョンファイブ「成増ダンスレボリューション」（作：諸岡立身 / 演出：鈴木つかさ、2016年4月26日 - 5月1日、新宿シアターサンモール） - クルミ 役（主演）
- OSAKA IDOL COMEDY“ハニカミ!〜HoneyComing〜” vol.3「青空VERY GOOD DAY」（作：徳田博丸 / 演出：こまつともこ、2016年6月19日、なんばグランド花月内YES THEATER） - かんな 役
- アリスインプロジェクト「クォンタムドールズOSAKA〜量子境界の遊歩者〜」（作：麻草郁 / 演出：河瀬仁誌、2016年10月26日 - 30日、日本橋インディペンデントシアター2nd） - 麻宮真由美 役
- OSAKA IDOL COMEDY“ハニカミ!〜HoneyComing〜” vol.4「WHAT'S A SANTAFUL WORLD」（作・演出：徳田博丸、2016年12月24日、なんばグランド花月内YES THEATER） - 落ちこぼれサンタ：かんな 役
- スズキプロジェクトバージョンファイブ「Another-D」（作：石田明・廣瀬はつき / 演出：鈴木つかさ、2017年1月25日 - 31日、中目黒ウッディーシアター） - 双葉 役
- OSAKA IDOL COMEDY“ハニカミ!プラス〜HoneyComing+〜” vol1.2杮落し公演「Angel」（作・演出：Dr.ハイビスカス、2017年3月19日・4月7日・8日、日本橋POLLUX THEATER） - かんな 役
- OSAKA IDOL COMEDY“ハニカミ!プラス〜HoneyComing+〜” vol3「オトシモノ」（作：高島麻里央 / 演出：徳田博丸、2017年5月26日・27日、日本橋POLLUX THEATER） - かんな 役
- OSAKA GIRLS COMEDY“ハニカミ!プラス〜HoneyComing+〜” vol5「Going海のYeah!」（作：平本茜子・はたのこうへい / 演出：平本茜子、2017年7月28日、日本橋POLLUX THEATER） - かんな 役
- OSAKA GIRLS COMEDY“ハニカミ!〜HoneyComing〜” vol5「Going海のYeah!ZAZAver」（作：平本茜子・はたのこうへい / 演出：平本茜子、2017年7月29日、道頓堀ZAZA HOUSE） - かんな 役
- OSAKA GIRLS COMEDY“ハニカミ!プラス〜HoneyComing+〜” vol9「ゼンシンCat」（作&演出：平本茜子、2017年11月24日・25日、日本橋POLLUX THEATER） - かんな 役
- OSAKA GIRLS COMEDY“ハニカミ!プラス〜HoneyComing+〜” vol10「蝉の鳴くクリスマス」（作&演出：平本茜子、2017年12月22日・23日、日本橋POLLUX THEATER） - りょうか 役
- OSAKA GIRLS COMEDY“ハニカミ!〜HoneyComing〜” vol7「蝉の鳴くクリスマスZAZAver」（作&演出：平本茜子、2017年12月24日、道頓堀ZAZA HOUSE） - りょうか 役
- OSAKA GIRLS COMEDY“ハニカミ!プラス〜HoneyComing+〜” vol13「かぐやの卒業」（作&演出：平本茜子、2018年3月17日・18日、日本橋POLLUX THEATER） - かんな 役
- OSAKA GIRLS COMEDY“ハニカミ!〜HoneyComing〜” vol8「かぐやの卒業北陸ver」（作&演出：平本茜子、2018年3月21日、石川・小松Mat's） - かんな 役
- スズキプロジェクトバージョンファイブ「Z-Studio〜ゾンビ映画は愛を育む〜」（作：畑雅文 / 演出：鈴木つかさ、2018年4月13日 - 22日、下北沢・小劇場B1)
- 「髑髏城の七人〜season風〜」（作：中島かずき / 演出：小林大記、2018年6月2日 - 3日、岡山・おかやま未来ホール)、ゲスト出演、おふく役
- よしもと道頓堀ガールズシアターweek1“ハニカミ!”「Going海のYeah!」（作：平本茜子・はたのこうへい / 演出：平本茜子、2018年8月1日〜5日、道頓堀ZAZA Box） - かんな 役
- よしもと道頓堀ガールズシアターweek8“ハニカミ!”「蝉の鳴くクリスマス」（作・演出：平本茜子、2018年9月19日〜23日、道頓堀ZAZA Box） - りょうか 役
- OSAKA GIRLS COMEDY“ハニカミ!プラス〜HoneyComing+〜” vol21「やきゅうしようヨ」（作：徳田博丸・演出：近野菜瑞、2019年3月8日・9日、日本橋POLLUX THEATER） - かんな 役
- パイセンプロデュース劇団PUNK第6弾「LAST MOMENT〜勝利はその先に〜」（原案・演出：矢野勝也・脚本：尻谷よしひろ、2019年12月6日・7日、COOL JAPAN PARK OSAKASSホール） - 社長秘書 役

## ディスコグラフィー

### CD
- BAKA POP!!（2013年6月5日全国流通発売、発売元：バウンディ:流通盤、SP!KeRecords：会場盤）
ポンバシwktkメイツにおけるサードトシングル。
収録曲
  1. BAKA POP!! （作詞：NINNI、作曲：SatoshiNishikawa）
  2. キラ☆キラ青春Prism （作詞：あないこうじ、作曲：金川武史）
  3. No!Me!!Sso!!! （作詞&作曲：あないこうじ）
  4. 地下アイドルなんて呼ばせない!!2013 （作詞&作曲：あないこうじ）

　5〜8 カラオケ
- スカッとPUNCH!!（2014年9月24日全国流通発売、発売元：SPACE SHOWER MUSIC）
ポンバシwktkメイツにおける4thシングル。
Type1収録曲
  1. スカッとPUNCH!! （作詞：あないこうじ、作曲：古城康行）
  2. パンドラ(仮) （作詞：心愛、作曲：金川武史）
  3. 日の当たる坂道 （作詞&作曲：あないこうじ）
  4. 忘れじのポンバシSUMMER （作詞&作曲：あないこうじ）

　5〜8カラオケ
Type9収録曲
  1. スカッとPUNCH!! （作詞：あないこうじ、作曲：古城康行）
  2. ポンバシレボリューション19 （作詞&作曲：金川武史）
  3. コイシテ☆song by近野なあこ （作詞：近野なあこ、作曲：中土智博）
  4. KWMD〜ktkr wktkミラクル大作戦2014〜 （作詞&作曲：あないこうじ）

　5〜8カラオケ
- 次世代アイドル革命BLUE LIPS（2012年9月26日全国流通発売、発売元：テイチクエンタテインメント）
ポンバシwktkメイツのオリジナル曲「勇気色センセーション」(作詞：磯谷佳江 / 作曲：渡辺和紀 / 編曲：水島康貴）収録。
- JapanIdolFile（2013年4月24日全国流通発売、発売元：T-Palette Records）
ポンバシwktkメイツのオリジナル曲「地下アイドルなんて呼ばせない!!T-PaletteVersion収録。
- PANKINGOOD（2016年1月23日ライブ会場限定発売、発売元：G企画）
パンキング隊の1stシングル「PANKINGOOD」、「PANKINGOOD(Inst)」収録。
- フレンドシップ（2016年4月22日ライブ会場限定発売、発売元：officeKIKOE）
岡山のシンガーソングライター「吉永拓未」の2ndアルバム収録の「キモチ」にデュエット参加。

### 配信限定
- Never gonna stop（2016年4月4日配信限定ソロデビューシングル、発売元：BAKI RECORDS）
- Travel（2017年6月25日配信限定シングル、発売元：BAKI RECORDS）